# Carol Cheng
Carol Cheng, pseudonimo di Cheng Yu-ling (Hong Kong, 9 settembre 1957), è un'attrice hongkonghese.
Ha preso parte a oltre 50 film.

## Biografia
Carol Cheng esordì sugli schermi nel 1976 nella serie Zhè yī dài (这一代, This Generation) prodotta dall'ormai defunta CTV, dopodiché nel 1978 passò alla TVB, dove fu protagonista con Chow Yun-fat in Wǎng zhōng rén (網中人, The Good, the Bad and the Ugly) e in Qīn qíng (親情, Brothers).
Al cinema formò un importante sodalizio professionale con Chow e con il regista Tony Au, testimoniato dai film Huā chéng (The Last Affair, 花城, 1983), Bā xīng bào xǐ (八星報喜, Eighth Happiness, 1988) e Wǒ ài niǔ wén chái (我愛扭紋柴, Now You See Love... Now You Don't, 1992).
Per il ruolo di una ragazza oppressa e alcolizzata interpretato nel film Yuè liàng xīng xīng tài yáng (月亮星星太陽, Moon, Star and Sun, 1988) vinse il premio per la miglior attrice non protagonista al Golden Horse Film Festival. In quell'anno prese parte a 9 film in 9 mesi.
Un altro ruolo di rilievo fu quello dell'ufficiale della Cina continentale sotto copertura a Hong Kong in Biǎojiě, nǎi hǎo yě! (表姐，妳好嘢!, Her Fatal Ways, 1990) di Alfred Cheung. Ciò le valse un premio per la migliore attrice protagonista all'Hong Kong Film Awards.
Ha gradualmente abbandonato il grande schermo per dedicarsi alla carriera televisiva.

## Filmografia parziale

### Cinema
- Huā chéng (The Last Affair), regia di Tony Au (1983)
- Bā xīng bào xǐ (Eighth Happiness), regia di Johnnie To (1988)
- Yuè liàng xīng xīng tài yáng (Moon, Star and Sun), regia di Michael Mak (1988)
- Biǎojiě, nǎi hǎo yě! (Her Fatal Ways), regia di Alfred Cheung (1990)
- Wǒ ài niǔ wén chái (Now You See Love... Now You Don't), regia di Mabel Cheung e Alex Law (1992)
- Zhuī nán zǐ (Boys Are Easy), regia di Wong Jing (1993)
- Dàfù zhī jiā (It's a Wonderful Life), regia di Clifton Ko (1994)

### Televisione
- Zhè yī dài (This Generation) – serie TV (1976)
- Wǎng zhōng rén (The Good, the Bad and the Ugly) – serie TV
- Qīn qíng (Brothers) – serie TV